# ژوپا (توتین)
ژوپا (به صربی: Župa) یک منطقهٔ مسکونی در صربستان است که در توتین، صربستان واقع شده‌است. ژوپا ۳۴۴ نفر جمعیت دارد.